# Algemene Vergadering van de mede-eigenaars
De Algemene Vergadering van de mede-eigenaars is in België de vergadering waar alle beslissingen over de Vereniging van Mede-eigenaars worden genomen en daarna uitgevoerd door de syndicus van de Vereniging van Mede-eigenaars.

## Leden
Iedere eigenaar van een kavel is lid van de algemene vergadering en neemt op fysieke wijze of, indien de bijeenroeping daarin voorziet, vanop afstand deel aan de beraadslagingen. Iedere eigenaar kan zich laten bijstaan door één persoon op voorwaarde dat hij de syndicus ten minste vier werkdagen voor de dag van de algemene vergadering daarvan bij aangetekende zending in kennis stelt. Deze persoon mag tijdens de algemene vergadering de discussie niet leiden, noch ze monopoliseren.
In geval er meerdere eigenaars zijn van een privatieve kavel of ingeval de eigendom van een privatieve kavel is bezwaard met een recht van erfpacht, opstal, vruchtgebruik, gebruik of bewoning, wordt het recht om aan de beraadslagingen van de algemene vergadering deel te nemen geschorst totdat de belanghebbenden de persoon aanwijzen die hun lasthebber zal zijn, deze wordt opgeroepen voor de algemene vergaderingen, oefent het recht van deelname aan de beraadslagingen ervan uit en ontvangt alle documenten die afkomstig zijn van de vereniging van mede-eigenaars. De belanghebbenden delen de syndicus schriftelijk de identiteit van hun lasthebber mee. In regel mag er dus per kavel slechts 1 persoon aanwezig zijn op de Algemene Vergadering.
Iedere mede-eigenaar kan zich laten vertegenwoordigen door een lasthebber, al dan niet lid van de algemene vergadering via een volmacht:
- De volmacht vermeldt de naam van de lasthebber.
- De volmacht kan algemeen of specifiek zijn en mag slechts gelden voor één algemene vergadering, tenzij gebruik wordt gemaakt van een algemene of specifieke notariële volmacht.
- Een volmacht verleend voor een algemene vergadering geldt ook voor de algemene vergadering die georganiseerd wordt omdat voor de eerste algemene vergadering het quorum niet werd bereikt, tenzij anders bepaald.

Niemand kan aan de stemming deelnemen, zelfs niet als lastgever of lasthebber, voor een groter aantal stemmen dan het totaal van de stemmen waarover de andere aanwezige of vertegenwoordigde mede-eigenaars beschikken. (Indien je 60% van de stemmen zou hebben worden deze teruggebracht naar 50%)
Niemand mag meer dan drie volmachten aanvaarden. Een lasthebber mag evenwel meer dan drie volmachten krijgen als het totaal van de stemmen waarover hij zelf beschikt en die van zijn volmachtgevers niet meer dan 10 % bedraagt van het totaal aantal stemmen dat toekomt aan alle kavels van de mede-eigendom.
De syndicus mag geen volmachten aanvaarden, ook niet als hij mede-eigenaar is. Wanneer hij mede-eigenaar is mag hij wel deelnemen aan de beraadslagingen van de vergadering.

## Tijdstip en oproeping
De syndicus houdt een algemene vergadering tijdens de in het reglement van interne orde vastgelegde periode of telkens als er dringend in het belang van de mede-eigendom een beslissing moet worden genomen.
De syndicus moet op verzoek (via aangetekende zending) van één of meer mede-eigenaars die ten minste één vijfde van de aandelen in de gemeenschappelijke delen bezitten een algemene vergadering organiseren. Binnen de dertig dagen na de ontvangst van het verzoek moet de syndicus de bijeenroeping verzenden aan de mede-eigenaars. Wanneer de syndicus geen gevolg geeft aan dit verzoek, kan een van de mede-eigenaars die het verzoek mee heeft ondertekend, zelf de algemene vergadering bijeenroepen.
Bij gebrek aan een syndicus kan de raad van mede-eigendom of, bij gebreke daarvan, de voorzitter van de laatste algemene vergadering of, bij gebreke daarvan, een of meer mede-eigenaars die ten minste een vijfde van de aandelen in de gemene delen bezitten, de algemene vergadering bijeenroepen teneinde een syndicus aan te wijzen.
De bijeenroeping vermeldt:
- de plaats waar, alsook de dag en het uur waarop de vergadering plaatsvindt
- de agenda met opgave van de punten die ter bespreking zullen worden voorgelegd
- volgens welke nadere regels de documenten over de geagendeerde punten kunnen worden geraadpleegd

De bijeenroeping geschiedt bij een ter post aangetekende brief ten minste vijftien dagen vóór de datum van de vergadering (behalve in spoedeisende gevallen), tenzij de geadresseerden individueel, uitdrukkelijk en schriftelijk hebben ingestemd de oproeping via een ander communicatiemiddel te ontvangen. De bijeenroepingen die worden verzonden naar het laatst door de syndicus op het ogenblik van de verzending gekende adres, worden geacht geldig te zijn. De administratieve kosten voor de oproeping voor de algemene vergadering komen ten laste van de vereniging van mede-eigenaars.

## Agendapunten
De syndicus agendeert de schriftelijke voorstellen die hij heeft ontvangen van de mede-eigenaars, van de raad van mede-eigendom  ten minste drie weken vóór de eerste dag van de in het reglement van interne orde bepaalde periode waarin de gewone algemene vergadering moet plaatsvinden. Te allen tijde kunnen één of meer mede-eigenaars, dan wel de raad van mede-eigendom zo er een is, de syndicus de punten meedelen waarvan zij willen dat ze op de agenda van een algemene vergadering worden geplaatst. Die punten worden door de syndicus in aanmerking genomen. Kunnen die punten evenwel niet op de agenda van die vergadering worden geplaatst, rekening houdend met de datum waarop de syndicus het verzoek daartoe heeft ontvangen, dan worden ze op de agenda van de daaropvolgende algemene vergadering geplaatst.

## Voorzitter en rechtsgeldigheid
De voorzitter van de algemene vergadering is een mede-eigenaar die met meerderheid wordt verkozen bij de start van de vergadering.
De algemene vergadering beraadslaagt alleen rechtsgeldig wanneer aan het begin van de algemene vergadering meer dan de helft van de mede-eigenaars aanwezig of vertegenwoordigd is en voor zover zij ten minste de helft van de aandelen in de gemeenschappelijke delen bezitten. De algemene vergadering is tevens rechtsgeldig wanneer de mede-eigenaars die aanwezig of vertegenwoordigd zijn aan het begin van de algemene vergadering, meer dan drie vierde van de aandelen in de gemeenschappelijke delen vertegenwoordigen.
Indien geen van beide quorums wordt bereikt, zal een tweede algemene vergadering na het verstrijken van een termijn van ten minste vijftien dagen bijeenkomen die zal beraadslagen, ongeacht het aantal aanwezige of vertegenwoordigde leden en de aandelen van mede-eigendom waarvan ze houder zijn.

## Stemmen over agendapunten
Iedere mede-eigenaar beschikt over een aantal stemmen dat overeenstemt met zijn aandeel in de gemeenschappelijke delen.
De beslissingen van de algemene vergadering worden genomen bij volstrekte meerderheid (50%+1)van de stemmen van de mede-eigenaars die op het ogenblik van de stemming aanwezig of vertegenwoordigd zijn, tenzij de wet een gekwalificeerde meerderheid vereist. Voor de berekening van de vereiste meerderheid worden de onthoudingen, de blanco- en de ongeldige stemmen, niet beschouwd als uitgebrachte stemmen.

### Andere meerderheden
- bij meerderheid van twee derde van de stemmen :
  - over iedere wijziging van de statuten voor zover zij slechts het genot, het gebruik of het beheer van de gemeenschappelijke gedeelten betreft
  - over alle werken betreffende de gemene delen, met uitzondering van de wettelijk opgelegde werken en de werken tot behoud van het goed en daden van voorlopig beheer, waartoe kan worden besloten bij volstrekte meerderheid van de stemmen van de aanwezige of vertegenwoordigde mede-eigenaars
  - over het bedrag van de opdrachten en contracten vanaf hetwelk mededinging verplicht is
  - mits bijzondere motivering, over de werken aan bepaalde privatieve delen, die, om economische of technische redenen, zullen worden uitgevoerd door de vereniging van mede-eigenaars. Deze beslissing wijzigt geenszins de verdeling van de kosten voor deze werken over de mede-eigenaars.
- bij meerderheid van vier vijfden van de stemmen :
  - over iedere andere wijziging van de statuten, daarin begrepen de wijziging van de verdeling van de lasten van de mede-eigendom;
  - over de wijziging van de bestemming van het onroerend goed of van een deel daarvan;
  - over de heropbouw van het onroerend goed of de herstelling van het beschadigd gedeelte in geval van gedeeltelijke vernietiging;
  - over iedere verkrijging van nieuwe onroerende goederen bestemd om gemeenschappelijk te worden;
  - over alle daden van beschikking van gemeenschappelijke onroerende goederen, dit omvat ook de wijziging van de zakelijke gebruiksrechten ten voordele van één mede-eigenaar op de gemene delen, op voorwaarde dat dit gemotiveerd wordt door het rechtmatig belang van de vereniging van mede-eigenaars, in voorkomend geval, tegen betaling van een vergoeding in verhouding tot de schade die zulks mocht veroorzaken]2;
  - over de wijziging van de statuten
  - over de verdeling van een kavel of over de volledige of gedeeltelijke vereniging van twee of meer kavels
  - over de volledige afbraak en heropbouw van het gebouw om redenen van hygiëne of veiligheid of wanneer de kostprijs voor de aanpassing van het gebouw aan de wettelijke bepalingen buitensporig zou zijn.
- Er wordt met eenparigheid van stemmen van alle medeëigenaars beslist:
  - over elke wijziging van verdeling van de aandelen van de medeëigendom,
  - over de volledige afbraak en heropbouw van het gebouw, wanneer de redenen vermeld hierboven ontbreken

### Speciale gevallen
- Wanneer de wet eenparigheid van alle mede-eigenaars voorschrijft en die in de algemene vergadering niet wordt bereikt door de afwezigheid van een of meerdere mede-eigenaars, zal er een nieuwe algemene vergadering bijeenkomen na een termijn van minstens dertig dagen waarin de betrokken beslissing met eenparigheid van stemmen van alle aanwezige of vertegenwoordigde mede-eigenaars kan worden genomen.
- Wanneer het reglement van mede-eigendom de lasten van een gemeenschappelijk deel van het gebouw of van de groep van gebouwen uitsluitend ten laste legt van bepaalde mede-eigenaars, nemen enkel die mede-eigenaars deel aan de stemming op voorwaarde dat die beslissingen het gemeenschappelijk beheer van de mede-eigendom niet in het gedrang brengen. Elk van hen stemt met een aantal stemmen naar evenredigheid van zijn aandeel in voornoemde lasten.
- Een lasthebber van de vereniging van mede-eigenaars of iemand die door haar in dienst is genomen of voor die vereniging diensten levert in het raam van enige andere overeenkomst, mag niet persoonlijk of bij volmacht deelnemen aan de beraadslagingen en de stemmingen over de opdracht die hem werd toevertrouwd.
- De leden van de vereniging van mede-eigenaars kunnen, mits eenparigheid, schriftelijk alle beslissingen nemen die tot de bevoegdheden van de algemene vergadering behoren, met uitzondering van die welke bij authentieke akte moeten worden verleden. De syndicus stelt hiervan notulen op.

## Notulen
De syndicus stelt de notulen van de beslissingen op die worden genomen door de algemene vergadering met vermelding van de behaalde meerderheden en de naam van de mede-eigenaars die tegen hebben gestemd of zich hebben onthouden.
Deze notulen worden aan het einde van de zitting en na lezing ondertekend door de voorzitter van de algemene vergadering, door de bij de opening van de zitting aangewezen secretaris en door alle op dat ogenblik nog aanwezige mede-eigenaars of hun lasthebbers.
De syndicus neemt binnen dertig dagen na de algemene vergadering de beslissingen op in het register en bezorgt die binnen diezelfde termijn aan elke titularis van een zakelijk recht op een kavel die stemrecht heeft in de algemene vergadering. Als een van hen het proces-verbaal niet binnen de gestelde termijn heeft ontvangen, brengt hij de syndicus daarvan schriftelijk op de hoogte.